# Prat
Pour les articles homonymes, voir Prat.
Prat [pʁat], Prad en breton, est une commune du département des Côtes-d'Armor, dans la région Bretagne, en France.

## Géographie
| Berhet   | Mantallot | La Roche-Jaudy |
| Cavan    | Prat      | Runan          |
| Pluzunet | Bégard    | Coatascorn     |

### Hydrographie
Pour un article plus général, voir Réseau hydrographique des Côtes-d'Armor.
La commune est située dans le bassin Loire-Bretagne. Elle est drainée par le Jaudy, le ruisseau de Poulloguer, le ruisseau de Poul roudour et le Stéren,,.
Le Jaudy, d'une longueur de 48 km, prend sa source dans la commune de Tréglamus et se jette  dans la Manche en limite de Plouguiel et de Kerbors, après avoir traversé 13 communes.  Les caractéristiques hydrologiques du Jaudy sont données par la station hydrologique située sur la commune de Mantallot. Le débit moyen mensuel est de 1,8 m3/s. Le débit moyen journalier maximum est de 48,1 m3/s, atteint lors de la crue du 26 janvier 1995. Le débit instantané maximal est quant à lui de 73,2 m3/s, atteint le 28 décembre 1999.

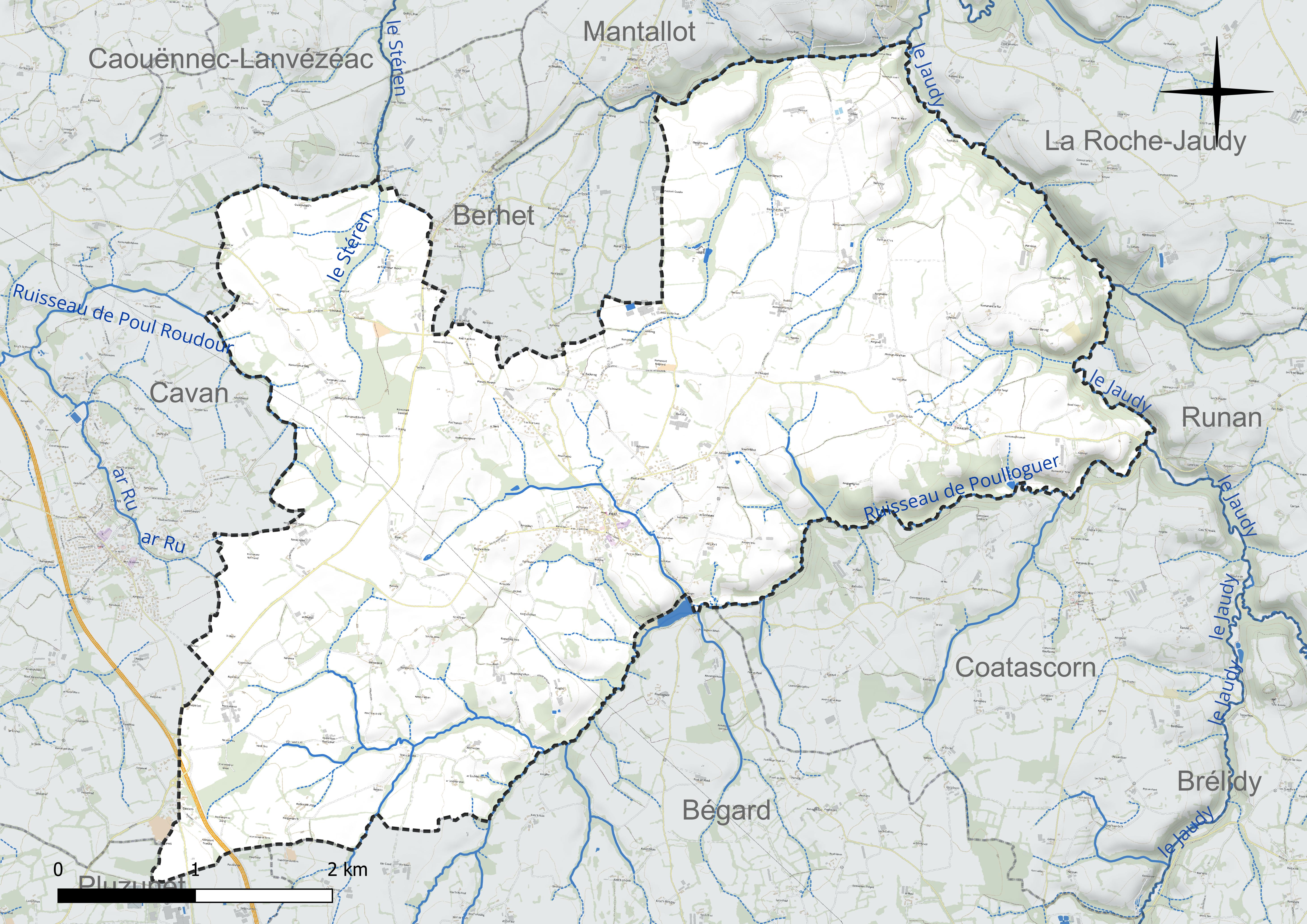
Réseau hydrographique de Prat.

Le Poulloguer, d'une longueur de 11 km, prend sa source dans la commune de Bégard et se jette  dans le Jaudy à Coatascorn. 

### Climat
Pour des articles plus généraux, voir Climat de la Bretagne et Climat des Côtes-d'Armor.
En 2010, le climat de la commune est de type climat océanique franc, selon une étude du Centre national de la recherche scientifique s'appuyant sur une série de données couvrant la période 1971-2000. En 2020, Météo-France publie une typologie des climats de la France métropolitaine dans laquelle la commune est exposée à un climat océanique et est dans la région climatique Finistère nord, caractérisée par une pluviométrie élevée, des températures douces en hiver (6 °C), fraîches en été et des vents forts. Parallèlement l'observatoire de l'environnement en Bretagne publie en 2020 un zonage climatique de la région Bretagne, s'appuyant sur des données de Météo-France de 2009. La commune est, selon ce zonage, dans la zone « Intérieur », exposée à un climat médian, à dominante océanique.  
Pour la période 1971-2000, la température annuelle moyenne est de 11,2 °C, avec une amplitude thermique annuelle de 10,4 °C. Le cumul annuel moyen de précipitations est de 878 mm, avec 14,5 jours de précipitations en janvier et 7,4 jours en juillet. Pour la période 1991-2020, la température moyenne annuelle observée sur la station météorologique la plus proche, située sur la commune de La Roche-Jaudy à 8 km à vol d'oiseau, est de 11,8 °C et le cumul annuel moyen de précipitations est de 887,1 mm,. Pour l'avenir, les paramètres climatiques de la commune estimés pour 2050 selon différents scénarios d'émission de gaz à effet de serre sont consultables sur un site dédié publié par Météo-France en novembre 2022.

## Urbanisme

### Typologie
Au 1er janvier 2024, Prat est catégorisée commune rurale à habitat dispersé, selon la nouvelle grille communale de densité à 7 niveaux définie par l'Insee en 2022.
Elle est située hors unité urbaine. Par ailleurs la commune fait partie de l'aire d'attraction de Lannion, dont elle est une commune de la couronne,. Cette aire, qui regroupe 40 communes, est catégorisée dans les aires de 50 000 à moins de 200 000 habitants,.

### Occupation des sols
L'occupation des sols de la commune, telle qu'elle ressort de la base de données européenne d’occupation biophysique des sols Corine Land Cover (CLC), est marquée par l'importance des territoires agricoles (89,1 % en 2018), en diminution par rapport à 1990 (90,3 %). La répartition détaillée en 2018 est la suivante : 
terres arables (48 %), zones agricoles hétérogènes (41,1 %), forêts (8,1 %), zones urbanisées (2,8 %). L'évolution de l’occupation des sols de la commune et de ses infrastructures peut être observée sur les différentes représentations cartographiques du territoire : la carte de Cassini (XVIIIe siècle), la carte d'état-major (1820-1866) et les cartes ou photos aériennes de l'IGN pour la période actuelle (1950 à aujourd'hui).

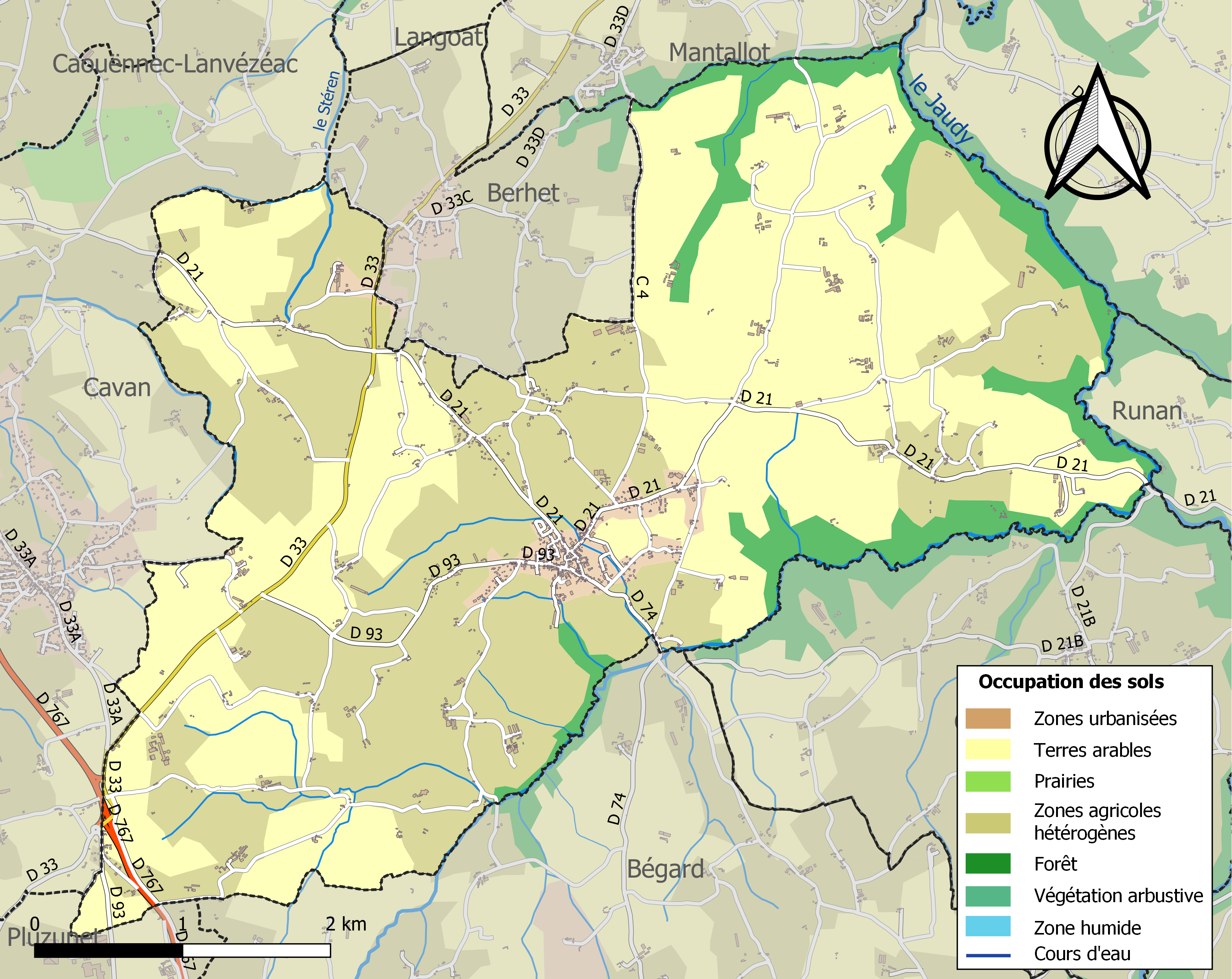
Carte des infrastructures et de l'occupation des sols de la commune en 2018 (CLC).

## Toponymie
On trouve les graphies « Prato » en 1330 et « Prat » en 1516 et 1592.
Le nom de la commune provient du breton prat ou prad, signifiant « marécage » selon Ernest Nègre ou « pré » selon Jean-Yves Le Moing. Cette dernière étymologie est conforme au sens moderne du mot. En breton contemporain, le nom de la commune s'écrit Prad.

## Histoire

### LeXXesiècle

#### Les guerres duXXesiècle
Le monument aux morts porte les noms des 89 soldats morts pour la Patrie :
- 68 sont morts durant la Première Guerre mondiale ;
- 20 sont morts durant la Seconde Guerre mondiale ;
- 1 est mort durant la guerre d'Indochine.

## Démographie
L'évolution du nombre d'habitants est connue à travers les recensements de la population effectués dans la commune depuis 1793. Pour les communes de moins de 10 000 habitants, une enquête de recensement portant sur toute la population est réalisée tous les cinq ans, les populations de référence des années intermédiaires étant quant à elles estimées par interpolation ou extrapolation. Pour la commune, le premier recensement exhaustif entrant dans le cadre du nouveau dispositif a été réalisé en 2005.

En 2022, la commune comptait 1 090 habitants, en évolution de −2,15 % par rapport à 2016 (Côtes-d'Armor : +1,78 %, France hors Mayotte : +2,11 %).
| 1793  | 1800  | 1806  | 1821  | 1831  | 1836  | 1841  | 1846  | 1851  |
| ----- | ----- | ----- | ----- | ----- | ----- | ----- | ----- | ----- |
| 1 768 | 1 808 | 2 025 | 2 036 | 2 122 | 2 032 | 2 267 | 2 225 | 2 153 |

| 1856  | 1861  | 1866  | 1872  | 1876  | 1881  | 1886  | 1891  | 1896  |
| ----- | ----- | ----- | ----- | ----- | ----- | ----- | ----- | ----- |
| 2 280 | 2 275 | 2 257 | 2 237 | 2 238 | 2 059 | 2 111 | 1 859 | 1 792 |

| 1901  | 1906  | 1911  | 1921  | 1926  | 1931  | 1936  | 1946  | 1954  |
| ----- | ----- | ----- | ----- | ----- | ----- | ----- | ----- | ----- |
| 1 714 | 1 694 | 1 652 | 1 515 | 1 485 | 1 491 | 1 376 | 1 264 | 1 121 |

| 1962  | 1968  | 1975  | 1982  | 1990  | 1999  | 2005  | 2006  | 2010  |
| ----- | ----- | ----- | ----- | ----- | ----- | ----- | ----- | ----- |
| 1 144 | 1 052 | 1 070 | 1 098 | 1 027 | 1 017 | 1 084 | 1 112 | 1 144 |

| 2015  | 2020  | 2022  | - | - | - | - | - | - |
| ----- | ----- | ----- | - | - | - | - | - | - |
| 1 119 | 1 117 | 1 090 | - | - | - | - | - | - |

## Culture locale et patrimoine

### Lieux et monuments
- Église Saint-Pierre.
- Église Saint-Jean-de-Trévoazan.
- Chapelle Sainte Anne de Prat.
- Manoir de Coadelan, qui a conservé des éléments de défense (tourelle) et une porte en accolade[34]. Vers 1530, il était la possession de Roland Le Chevoir et de Jeanne Le Rouge[35].
- Menhir (près du manoir de Coadélan).